# Torneo americano maschile di pallacanestro di qualificazione alle Olimpiadi 1992
Il Torneo americano di qualificazione alle Olimpiadi 1992 FIBA (noto come 1992 American Olympic Qualifying Tournament for Men) si è svolto dal 27 giugno al 5 luglio 1992 a Portland, negli Stati Uniti. Passa alla storia come il debutto assoluto del Dream Team allestito dal coach Chuck Daly. Cestisti della classe di Michael Jordan, Larry Bird e Magic Johnson guidano la squadra statunitense al titolo continentale, schiantando gli avversari con una media di 51,5 punti a partita di margine. Gli stessi 12 giocatori del roster saranno poi convocati alle Olimpiadi di Barcellona.
I Campionati americani maschili di pallacanestro sono una manifestazione biennale tra le squadre nazionali organizzato dalla FIBA Americas.

## Squadre partecipanti
| Gruppo A                                           | Gruppo B                                               |
| -------------------------------------------------- | ------------------------------------------------------ |
| - Argentina - Canada - Cuba - Panama - Stati Uniti | - Brasile - Messico - Porto Rico - Venezuela - Uruguay |

## Turno preliminare

### Gruppo A
| Squadra     | Pt | G | V | P | PF  | PS  | Diff |
| ----------- | -- | - | - | - | --- | --- | ---- |
| Stati Uniti | 8  | 4 | 4 | 0 | 481 | 257 | +224 |
| Canada      | 6  | 4 | 2 | 2 | 297 | 326 | -29  |
| Argentina   | 6  | 4 | 2 | 2 | 334 | 362 | -28  |
| Panama      | 5  | 4 | 1 | 3 | 276 | 344 | -68  |
| Cuba        | 5  | 4 | 1 | 3 | 274 | 373 | -99  |

27 giugno 1992
| Argentina | 94–76 | Panama |
| Cuba      | 79–78 | Canada |

28 giugno 1992
| Stati Uniti | 136–57 | Cuba      |
| Canada      | 87–80  | Argentina |

29 giugno 1992
| Panama      | 86–67  | Cuba   |
| Stati Uniti | 105–61 | Canada |

30 giugno 1992
| Stati Uniti | 112–52 | Panama |
| Argentina   | 73–71  | Cuba   |

1º luglio 1992
| Stati Uniti | 128–87 | Argentina |
| Canada      | 71–62  | Panama    |

### Gruppo B
| Squadra    | Pt | G | V | P | PF  | PS  | Diff |
| ---------- | -- | - | - | - | --- | --- | ---- |
| Brasile    | 8  | 4 | 4 | 0 | 452 | 333 | +119 |
| Porto Rico | 7  | 4 | 3 | 1 | 331 | 321 | +10  |
| Venezuela  | 6  | 4 | 2 | 2 | 359 | 401 | -42  |
| Messico    | 5  | 4 | 1 | 3 | 328 | 331 | -3   |
| Uruguay    | 4  | 4 | 0 | 4 | 367 | 451 | -84  |

27 giugno 1992
| Brasile   | 95–72  | Porto Rico |
| Venezuela | 110–97 | Uruguay    |

28 giugno 1992
| Brasile    | 128–81 | Venezuela |
| Porto Rico | 64–58  | Messico   |

29 giugno 1992
| Porto Rico | 104–88 | Uruguay |
| Brasile    | 90–87  | Messico |

30 giugno 1992
| Brasile   | 139–93 | Uruguay |
| Venezuela | 88–85  | Messico |

1º luglio 1992
| Porto Rico | 91–80 | Venezuela |
| Messico    | 98–89 | Uruguay   |

## Tabellone finale

### Fase eliminazione diretta
|  | First Round July 2 | First Round July 2 | First Round July 2 |             |           | Semifinals July 3 | Semifinals July 3 | Semifinals July 3 |  |  | Championship July 5 | Championship July 5 | Championship July 5 |  |
|  |                    |                    |                    |             |           |                   |                   |                   |  |  |                     |                     |                     |  |
|  |                    |                    |                    |             |           | B1                | Brasile           | 91                |  |  |                     |                     |                     |  |
|  |                    |                    |                    |             |           | B1                | Brasile           | 91                |  |  |                     |                     |                     |  |
|  |                    |                    | B3                 | Venezuela   | 100       |                   |                   |                   |  |  |                     |                     |                     |  |
|  | A2                 | Canada             | B3                 | Venezuela   | 100       | 72                |                   |                   |  |  |                     |                     |                     |  |
|  | A2                 | Canada             |                    |             |           |                   |                   |                   |  |  |                     |                     |                     |  |
|  | B3                 | Venezuela          | 76                 |             |           |                   |                   |                   |  |  |                     |                     |                     |  |
|  | B3                 | Venezuela          | 76                 |             | Venezuela | Venezuela         | 80                |                   |  |  |                     |                     |                     |  |
|  |                    |                    |                    |             |           |                   |                   |                   |  |  |                     |                     |                     |  |
|  |                    |                    | Stati Uniti        | Stati Uniti | 127       |                   |                   |                   |  |  |                     |                     |                     |  |
|  | B2                 | Porto Rico         | Stati Uniti        | Stati Uniti | 127       | 95                |                   |                   |  |  |                     |                     |                     |  |
|  | B2                 | Porto Rico         |                    |             |           |                   |                   |                   |  |  |                     |                     |                     |  |
|  | A3                 | Argentina          | 85                 |             |           |                   |                   |                   |  |  |                     |                     |                     |  |
|  | A3                 | Argentina          | 85                 |             | B2        | Porto Rico        | 81                |                   |  |  |                     |                     |                     |  |
|  |                    |                    |                    |             | B2        | Porto Rico        | 81                |                   |  |  |                     |                     |                     |  |
|  |                    |                    | A1                 | Stati Uniti | 119       |                   |                   |                   |  |  |                     |                     |                     |  |

Brasile batte Porto Rico 93-91 nella finale 3º/4º posto

## Classifica finale
| Campione d'America | Campione d'America | Campione d'America |
| --- | ------------------ | --- |
| Stati Uniti4 Laettner, 5 Robinson, 6 Ewing, 7 Bird, 8 Pippen, 9 Jordan, 10 Drexler, 11 Malone, 12 Stockton, 13 Mullin, 14 Barkley, 15 Johnson, All. Chuck Daly |                    | |
| Argento | Venezuela          | Venezuela4 V. Díaz, 5 D. Díaz, 6 Jaramillo, 7 Solórzano, 8 González, 9 Jiménez, 10 Shepherd, 11 Herrera, 12 Palacios, 13 Estaba, 14 Olivares, 15 Nelcha, All. Julio Toro           |
| Bronzo | Brasile            | Brasile4 Paulinho, 5 Guerrinha, 6 Gerson, 7 Pipoka, 8 Rolando, 9 Cadum, 10 Maury, 11 Marcel, 12 Josuel, 13 Fernando Minucci, 14 Oscar, 15 Israel, All. José Medalha                |
| 4. | Porto Rico         | Porto Rico4 Ortiz, 5 López, 6 Gause, 7 Pellot, 8 Mincy, 9 Carter, 10 Colón, 11 Rivas, 12 Morales, 13 de León, 14 Casiano, 15 Soto, All. Raymond Dalmau                             |
| 5. | Canada             | Canada4 Williams, 5 McMahon, 6 Jackson, 7 Turcotte, 8 Kristmanson, 9 Rautins, 10 Wennington, 11 Keane, 12 Smrek, 13 Wiltjer, 14 Ohl, 15 Kazanowski, All. Ken Shields               |
| 6. | Argentina          | Argentina4 Villar, 5 Campana, 6 Tourn, 7 de la Fuente, 8 Montenegro, 9 Milanesio, 10 Espil, 11 Cortijo, 12 Uranga, 13 Scolari, 14 Pérez, 15 Osella, All. Walter Garrone            |
| 7. | Messico            | Messico4 Castellanos, 5 Reyes, 6 E. Martínez, 7 R. González, 8 E. González, 9 Willis, 10 A. Martínez, 11 López, 12 Sánchez, 13 Arroyos, 14 Robles, 15 Montes, All. Arturo Guerrero |
| 8. | Panama             | Panama4 E. Grenald, 5 E. Chávez, 6 R. Grenald, 7 R. Chávez, 8 Myers, 9 Jackson, 10 Gálvez, 11 Frazer, 12 Grant, 13 Rockshead, 14 Gray, 15 Butler, All. Jim Baron                   |
| 9. | Cuba               | Cuba4 Á. Caballero, 5 Abreu, 6 Morales, 7 Negrín, 8 Díaz, 9 Rojas, 10 Pérez, 11 Borrell, 12 Maturell, 13 J. Caballero, 14 Matienzo, 15 Guibert, All. Miguel Calderón               |
| 10. | Uruguay            | Uruguay4 López, 5 Larrosa, 6 Pierri, 7 Núñez, 8 Mayor, 9 Perdomo, 10 Capalbo, 11 Tito, 12 Szczygielski, 13 Medrick, 14 Tucuna, 15 Sánchez, All. Víctor Hugo Berardi                |